# Polyclinique internationale Hôtel Dieu Abidjan
 (juin 2014).
Si vous disposez d'ouvrages ou d'articles de référence ou si vous connaissez des sites web de qualité traitant du thème abordé ici, merci de compléter l'article en donnant les références utiles à sa vérifiabilité et en les liant à la section « Notes et références ».
La Polyclinique internationale Hôtel Dieu Abidjan (PIHDA) est un établissement médical privé multidisciplinaire fondé en janvier 1996 par le chirurgien Assad Bassit. L'établissement est situé à Abidjan, dans la commune de Treichville, au boulevard de Marseille Zone 2C. Il assure le diagnostic, le traitement et les soins, dans divers domaines de la santé.

## Description
La Polyclinique internationale Hôtel Dieu Abidjan compte 62 chambres recevant les patients de chirurgie, de médecine et d'obstétrique. L'hôpital dispose d'un plateau médico-technique particulièrement important, doté des outils de diagnostic et de traitement assez performants. Les consultations sont effectuées par plus de 70 médecins et dans la plupart des disciplines médicales et chirurgicales majeures. L'établissement dispose d'un service d'urgences qui assure une permanence médico-chirurgicale et la prise en charge des patients.
Ayant commencé ses activités avec un effectif de 60 personnes en 1996, la Polyclinique internationale Hôtel Dieu Abidjan emploie, en 2007, 70 médecins spécialistes et environ 300 infirmiers et agents paramédicaux.
L’établissement, composé de deux unités, est normalisé depuis 2004 selon la norme QC100.

## Reconnaissance
- Quality Summit Award - New York 2005
- Étoile Internationale de la Qualité - Paris 2006
- Century International Quality ERA Award - Genève 2007
- International Diamond Star for Quality - Paris 2008